# El ritmo de la guerra
Rhythm of War es una novela de fantasía épica escrita por el autor estadounidense Brandon Sanderson,  cuarto libro de la serie El archivo de las tormentas. Fue publicado por Tor Books el 17 de noviembre de 2020.  Rhythm of War consta de un prólogo, 117 capítulos, 12 interludios y un epílogo.  Está precedido por Oathbringer . Actualmente es la novela de Sanderson más larga y la más larga de la serie con 455.891 palabras, aunque Oathbringer tiene un mayor número de páginas. Al igual que con Kaladin en The Way of Kings, Shallan en Words of Radiance y Dalinar en Oathbringer, Rhythm of War tiene una secuencia de capítulos retrospectivos, esta vez para los personajes Eshonai y Venli. El libro presenta ilustraciones de cuatro Heraldos, así como ilustraciones de todos los Verdaderos Spren que forman Nahel Bonds excepto el Bondsmith spren .  Al igual que con sus predecesores de Stormlight Archive, el audiolibro íntegro es leído por el equipo de narración Michael Kramer y Kate Reading. Una secuela, Wind and Truth, se lanzará en noviembre de 2024. 

## Desarrollo
El proceso de escritura del libro comenzó en enero de 2019, y su fecha de publicación fue prevista para 2020. Antes de decidir título Rhythm of War, el nombre provisional de la novela fue The Song of Changes, que para Brandon nunca tuvo la intención de ser el título final. La portada estadounidense se reveló el 17 de agosto de 2020. Posteriormente se anunció que el libro sería lanzado el 17 de noviembre de 2020.
Originalmente, el libro iba a presentar flashbacks desde el punto de vista de Eshonai, con Venli ocupando un lugar central en la línea de tiempo actual. Finalmente, Sanderson se decidió por flashbacks mixtos, con una parte ambientada desde la perspectiva de Eshonai, mientras que la otra parte ambientada desde la perspectiva de Venli. Sanderson ha declarado que el epílogo Wit de Rhythm of War es algo que ha estado esperando especialmente durante mucho tiempo. También dijo que habría un salto en el tiempo entre el libro tres y el cuatro. Si bien el título sugiere un mayor enfoque en los personajes de la llamada "cultura del cantante", los protagonistas restantes, incluidos Kaladin Stormblessed, Shallan Davar, Dalinar Kholin, Navani, Adolin, así como los miembros de Bridge Four, también ocupan un lugar destacado. Las narraciones desde la perspectiva de Szeth y Taravangian destacan muchos de los interludios.

### Lecturas y avances
Sanderson compartió múltiples fragmentos de El Ritmo de la Guerra antes de su publicación. El 23 de julio, Tor inició la publicación de capítulos preliminares en su sitio web. Estos incluyeron :
- Dos versiones de una sección de punto de vista de Lirin
- Una lectura grabada de una sección desde el punto de vista de Venli
- Un fragmento del prólogo de Navani
- Una versión muy temprana de una escena de flashback de Eshonai.
- Un interludio de Lift.
- Un interludio de Syl publicado en el boletín de julio de 2020

## Publicación
El libro fue publicado por Tor el 17 de noviembre de 2020. El 12 de julio de 2020, Sanderson anunció en su cuenta oficial de Twitter que había terminado el libro y entregado el manuscrito.  Con aproximadamente 460,000 palabras, Rhythm of War es un poco más largo que su predecesor, Oathbringer, e incluye un prólogo, un epílogo, 117 capítulos y múltiples interludios. 

## Audio libro
La versión en audiolibro se lanzó el mismo día que la versión de tapa dura.  Esta es leída por el equipo de narradores Michael Kramer y Kate Reading, quienes también leyeron The Way of Kings, Words of Radiance, Oathbringer y otros libros del autor. 